# Lamborghini Urus
O Lamborghini Urus é um SUV produzido pela marca italiana Lamborghini, apresentado no Auto China em 23 de abril de 2012 e lançado em 2018. O seu nome vem do nome dos antepassados selvagens do gado doméstico também conhecidos como auroques.

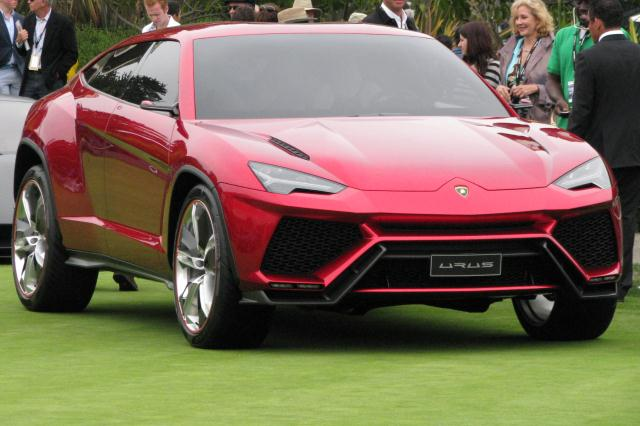
Urus Concept 2012

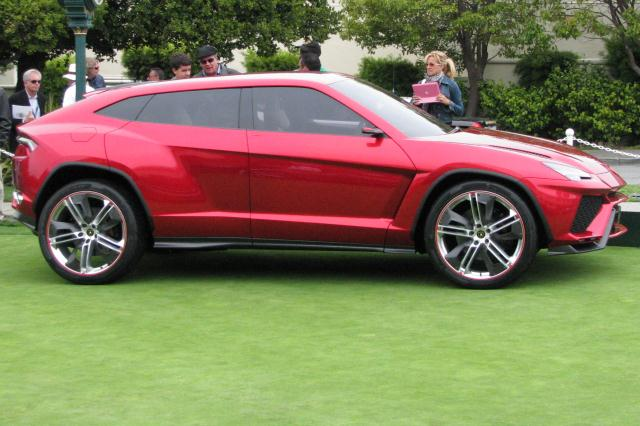
Urus Concept 2012